# Вермикулит
Вермикулит је природни минерал који се шири са повећањем топлоте. Тај процес ширења се назива ексфолијација и обично се постиже у наменски-дизајнираним комерцијалним пећницама. Вермикулит се формира хидратацијом неких базичних минерала.